# Locmariaquer
Locmariaquer é uma comuna francesa na região administrativa da Bretanha, no departamento Morbihan. Estende-se por uma área de 11 km². Em 2010 a comuna tinha 1 605 habitantes (densidade: 145,9 hab./km²).